# Trichocerca similis
Trichocerca similis är en hjuldjursart som först beskrevs av Wierzejski 1893.  Trichocerca similis ingår i släktet Trichocerca och familjen Trichocercidae. Arten är reproducerande i Sverige.

## Underarter
Arten delas in i följande underarter:
- T. s. grandis
- T. s. similis